# KRNET
KRNET(학술전산망워크숍)은 1993년부터 개최된 한국의 인터넷 관련 워크숍으로 인터넷 분야 국내 최대의 행사이다. 국내외 인터넷 관련 기술 동향을 소개하고 전문가들의 교류 및 협력을 도모하는 역할을 담당하고 있으며, 인터넷을 확산시키기 위한 논의와 교육이 함께 이루어지는 대중 행사를 겸하고 있다. 1회 대회의 주최는 당시 국내 3대 연구개발망인 하나망, 교육전산망, 연구전산망이 공동으로 맡았고, 학술전산망협의회 및 한국통신이 주관했다. 초대 조직위원장은 전길남, 운영위원장은 한선영이었다. 제1회 KRNET에서는 월드와이드웹이 소개되었고, 여러 네트워크 전문가들에 의해 인터넷 관련 현안 및 쟁점이 발표되었다. 1회 참가자는 800여 명에 달했다. 이후, 한국전산원, 조선일보, 한국인터넷협회, 개방형컴퓨터통신연구회 등이 주관했다. KRNET을 통해 다양한 연구자 모임이 결성되었으며, 일반인들에게 인터넷과 월드와이드웹을 알리는 데 큰 역할을 했다.

## 참고 자료
- 한국 인터넷의 역사 - 되돌아보는 20세기 : 4장. 인터넷의 대중화
- KRNET '93
- "인터넷 일반 공개 확대 필요," 한겨레신문, 1993년 7월 10일.

## 같이 보기
- 학술전산망협의회
- 인터넷
- 월드와이드웹
- 태평양컴퓨터통신국제회의